# Мозелькерн
Мозелькерн (нем. Moselkern) — община в Германии, в земле Рейнланд-Пфальц. 
Входит в состав района Кохем-Целль. Подчиняется управлению Трайс-Карден.  Население составляет 591 человек (на 31 декабря 2010 года). Занимает площадь 4,73 км².